# 固有関数

円形膜の振動問題の解は、常に円板上のラプラス演算子の固有関数である。

固有関数（こゆうかんすう　英: characteristic function, eigen function ）とは、その解に対してある条件がある微分方程式の固有値問題においてある固有値に対応した解を言う。

## 量子力学
量子力学では、波動関数{\displaystyle \left.\Psi \right.}、演算子{\displaystyle \left.{\hat {A}}\right.}に対して次の方程式（固有値方程式）が成立する時、{\displaystyle \left.\Psi \right.}は{\displaystyle \left.{\hat {A}}\right.}の固有関数であるという。
{\displaystyle \left.{\hat {A}}\Psi =a\Psi \right.}
ここで{\displaystyle \left.a\right.}は固有値と呼ばれ、演算子ではない通常の数であり、一般に複素数である。また上式は固有方程式とよばれ、上式のように波動関数が演算子の固有関数である時、期待値{\displaystyle \langle }{\hat {A\rangle }}は、固有値{\displaystyle a}に等しい。実際に実験によって観測される物理量は、演算子やその固有関数ではなくその固有値である。現実の観測量に複素数が現れる事は考えにくいため、演算子{\displaystyle \left.{\hat {A}}\right.}の性質に制限がある（エルミート性）。
2つの演算子{\displaystyle \left.{\hat {A}},{\hat {B}}\right.}に対し、交換関係
{\displaystyle \left.[{\hat {A}},{\hat {B}}]\equiv {\hat {A}}{\hat {B}}-{\hat {B}}{\hat {A}}\right.}
を定義する。この値が0である時、「それらの演算子は交換する」と言う。2つの演算子が交換するならば、それらは同一の固有関数を持つ（同時固有関数）。そしてそれらに対応した物理量は同時測定可能である。
例えば、観測される位置{\displaystyle \left.x\right.}, 運動量{\displaystyle \left.p\right.}に対応した演算子{\displaystyle {\hat {x}},{\hat {p}}}は交換しないため、物体の位置と運動量は同時に測定する事が出来ない（不確定性関係）。実験的には、「物体の位置を正確に計ろうとするとその物体の運動量を変化させてしまい、また運動量を正確に計ろうとすると物体の位置を変化させてしまう。結果的に位置と運動量を同時に測定する事は出来なくなる」事に対応する。これは実験技術の問題ではなく、原理的に同時測定不可能である。
この時、波動関数には何が起こっているかを説明する。物体の位置を正確に計ろうとする実験とは、演算子
{\displaystyle \left.{\hat {x}}\right.}に対する固有値を測定する事であり、その測定された瞬間の波動関数は位置{\displaystyle \left.{\hat {x}}\right.}の固有関数である。
{\displaystyle \left.{\hat {x}}\Psi =x\Psi \right.}
しかしその関数は運動量{\displaystyle \left.{\hat {p}}\right.}の固有関数ではない。
{\displaystyle \left.{\hat {p}}\Psi \neq p\Psi \right.}
この時、波動関数{\displaystyle \left.\Psi \right.}は物体が様々な運動量{\displaystyle \left.p\right.}の値を持っている場合の重ね合わせである。
{\displaystyle \left.\Psi =\Psi _{(p=0.0[kg\cdot m/s])}+\Psi _{(p=0.0001\cdots )}+\cdots \right.}
固有関数の物理的意味は「定在波」だと考えてそれほど差し支えない。例えばシュレーディンガー方程式
{\displaystyle {\hat {H}}\Psi =E\Psi }
はハミルトニアン{\displaystyle \left.{\hat {H}}\right.}とその固有値（観測されるエネルギー値）{\displaystyle \left.E\right.}に対する固有値方程式である。ポテンシャル中に閉じ込められた粒子は、そのポテンシャル中で波動関数が定在波となるような状態しか持たない。そのために実験で観測される粒子のエネルギーも連続的にはならず、離散的となる。エネルギー{\displaystyle \left.E\right.}の正準共役変数である時間{\displaystyle \left.t\right.}の様々な変化に依らず安定して存在する波(定在波)のみが固有関数として許される。

### 同時固有関数
自由な粒子のハミルトニアン演算子に対する固有値問題は、{\displaystyle {}{\hat {p^{2} \over 2m}}\varphi (r)=\epsilon \varphi (r)}であるが、実はこれは運動量演算子の固有値問題{\displaystyle {\hat {p}}\varphi (r)=\hbar k\varphi (r)}が解ければ、{\displaystyle {{\hat {p}}^{2} \over 2m}\varphi (r)={\hbar ^{2}k^{2} \over 2m}\varphi (r)}と解ける。すなわち自由粒子に対しては運動量の固有関数はハミルトニアンの固有関数になっている。このような固有関数を同時固有関数と呼ぶ。
2つの演算子{\displaystyle \left.{\hat {A}},{\hat {B}}\right.}に対し、交換関係
{\displaystyle \left.[{\hat {A}},{\hat {B}}]\equiv {\hat {A}}{\hat {B}}-{\hat {B}}{\hat {A}}\right.}
を定義する。この値が0である時、「それらの演算子は交換する」と言う。2つの演算子が交換するならば、それらは同時固有関数である。